# Mancozeb
Mancozeb es un fungicida extensamente empleado en el sector de la agricultura, perteneciente al grupo químico de los ditiocarbamatos. Se trata de una combinación de otros dos compuestos químicos que se incluyen en el mismo grupo: Maneb y Zineb.
Se emplea como fungicida agrícola de contacto, no sistémico, con riesgo de resistencia muy bajo. Presenta un amplio espectro antifúngico frente a hongos endoparásitos causantes de enfermedades foliares en cereales, frutas y frutos secos, hortalizas, plantas oleaginosas y ornamentales y cultivos diversos.

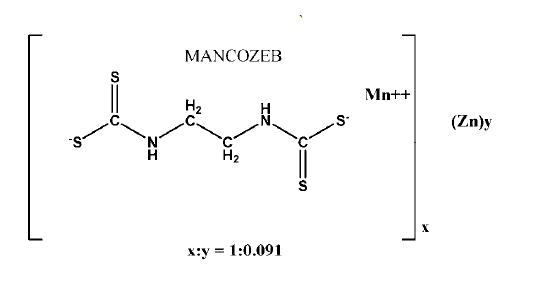
Estructura química de Mancozeb

## Datos generales sobre Mancozeb.[3]
| Característica          |                                                                            |
| ----------------------- | -------------------------------------------------------------------------- |
| Nombre común (ISO)      | Mancozeb                                                                   |
| Nombre IUPAC            | Complejo polimérico de etilenbisditiocarbamato manganoso con sales de cinc |
| Nº ICSC                 | 0754                                                                       |
| Nº CAS                  | 8018-01-7                                                                  |
| Nº RTECS                | ZB3200000                                                                  |
| Nº NU                   | 2210                                                                       |
| Nº CE                   | 006-076-00-1                                                               |
| Sinónimos               | Dithane M-45R, Penncozeb®, ManzateR200                                     |
| Categoría agroquímica   | Fungicida                                                                  |
| DL50 oral agudo (ratas) | > 5000 mg/kg peso corporal                                                 |

## Propiedades físico-químicas de Mancozeb.
| Característica                                    |                                                              |
| ------------------------------------------------- | ------------------------------------------------------------ |
| Peso molecular                                    | 541.01 g/mol                                                 |
| Aspecto                                           | Polvo grisáceo- amarillo                                     |
| Punto de fusión                                   | 172 °C                                                       |
| Punto de inflamación                              | 138°C c.a.                                                   |
| Solubilidad en agua                               | Ninguna                                                      |
| Solubilidad en otros solventes                    | Prácticamente insoluble en la mayoría de solventes orgánicos |
| Densidad relativa (agua = 1)                      | 1.92                                                         |
| Presión de vapor, Pa a 20°C                       | Despreciable                                                 |
| Coeficiente de reparto octanol/agua, como log Pow | 1.33                                                         |

## Acción fungicida.
Actúa por estricto contacto con  las esporas del hongo sobre la superficie del tejido a proteger. No penetra en la hoja  y su capacidad de adherencia es limitada, en épocas de lluvia requiere el uso de pegantes para asegurar permanencia y control. No protege tejido nuevo producido después de la aplicación.
En el suelo su vida media es de 6-15 días. En general los ditiocarbamatos se degradan en el medio ambiente en cuestión de días o algunas semanas por hidrólisis catalizada por un ácido, pero esta degradación puede verse retrasada por la formación de complejos entre los ditiocarbamatos y los oligoelementos presentes en el suelo. 

#### Mecanismo de la acción fungicida.
Mancozeb reacciona con, e inactiva, los grupos sulfhidrilo de aminoácidos y enzimas en las células fúngicas, provocando la alteración del metabolismo lipídico, respiración, y producción de adenosina trifosfato. En concreto, inhibe la acetaldehído deshidrogenasa, una enzima vital para el metabolismo normal, resultando en la formación de compuestos dañinos en las células de los organismos. 
Por contener manganeso y zinc, corrige carencias de estos elementos y sirve de fertilizante.

#### Resistencias.
Mancozeb es un inhibidor que actúa sobre múltiples procesos (inhibidor multisitio), regulados por varios genes, por lo que son necesarias mutaciones múltiples para desarrollar un individuo resistente y, por tanto, una población resistente. Todo ello dificulta, y en la práctica impide, la aparición de resistencias en los hongos patógenos tratados, constituyendo por ello un componente esencial de los programas de pulverización o de formulaciones mixtas con fungicidas sistémicos o no. 

## Farmacocinética
La absorción de Mancozeb a través de la piel y de las membranas mucosas es muy limitada. Este compuesto es rápidamente absorbido desde el tracto gastrointestinal, distribuido a órganos diana y excretado casi en su totalidad en torno a las 96 horas.
Mancozeb se metaboliza dando lugar a un producto de degradación conocido como Etilentiourea (ETU) o imidazolidina-2-tiona.

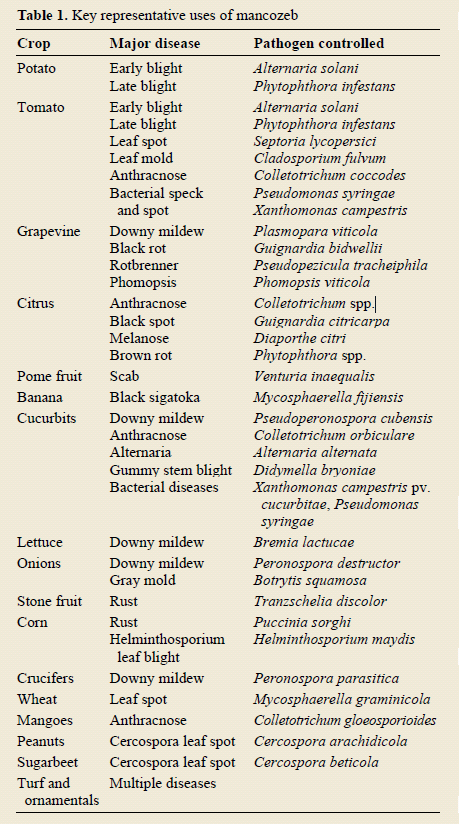
Tabla donde se exponen las especies más representativas en las que se usa este pesticida

## Aplicaciones
Mancozeb es un fungicida que se usa principalmente en agricultura, en el control de la alternaria, antracnosis, cercospora, mildius, monilia, moteado, repilo, royas, septoria y otras enfermedades foliares producidas por hongos endoparásitos.
Están comercializadas varias formulaciones con este compuesto, algunas de las cuales son:
- BENALAXIL 6% + CIMOXANILO 3,2% + MANCOZEB 40%. WP (Fungicidas de aplicación foliar y al suelo)
- CIMOXANILO 4% + FOSETIL-Al 50% + MANCOZEB 25%. WP (Fungicidas de aplicación foliar y al suelo)
- CIMOXANILO 4% + MANCOZEB 40%. WP (Fungicidas de aplicación foliar y al suelo)

## Toxicidad
| Carcinógeno                        | Grupo B2. Probable carcinógeno humano |
| Vías de entrada                    | Inhalación e ingestión                |
| Síntomas de inhalación             | Tos, garganta seca                    |
| Síntomas en la piel por exposición | Rojeces                               |
| Síntomas tras ingestión            | Diarrea, náuseas y vómitos            |
| Otros síntomas                     | Dolor y rojez ocular                  |

## Efectos adversos

#### Efectos secundarios en humanos
Mancozeb es un posible carcinógeno en humanos que puede introducirse en el organismo por vía inhalatoria o mediante ingestión de productos tratados con este.  Entre los síntomas que se producen por una intoxicación con este compuesto se encuentran: dolor de cabeza, taquicardia, sudoración, hipotensión, ataxia, náuseas, vómitos, diarreas e irritación de las mucosas.

#### Ensayos en animales
Ensayos previos han demostrado que Mancozeb es un sensibilizante dérmico en cobayas. Se ha comprobado que estos animales pueden desarrollar dermatitis de contacto e hiperplasia tiroidea, tras una exposición a este fungicida. 
En ratas, al ser sometidas a una concentración de más de 100 ppm de Mancozeb, sufrieron hiperplasia folicular de la glándula tiroidea y daños a nivel gonadal tras la administración de 140-1400 mg de mancozeb/kg, administrado dos veces a la semana en 4,5 meses. Entre otros efectos dosis-dependientes, se observaron además: depresión, adinamia, falta de apetito y una disminución del tono.
En un ensayo que se realizó sobre células granulosas de ratón se obtuvieron resultados que demostraron que una dosis baja de Mancozeb induce la producción de estrés oxidativo en estas células.

#### Mutagenicidad
Mancozeb induce diferentes tipos de aberraciones cromosómicas en las células de la médula ósea de hueso de ratones macho en varios tests de dosis. Tratamientos agudos con Mancozeb inhiben el metabolismo mediado por el citocromo P450.
Es metabolizado dando lugar a Etilentiourea, un compuesto carcinógeno que causa una disminución de la hormona tiroxina (T4) y de la hormona estimulante del tiroides (TSH). 
En estudios medioambientales en bengalí rojo (Amandava Amandava) se ha puesto de manifiesto cómo la concentración de T4, T3 y TSH disminuye en sangre tras contacto directo con Mancozeb, por lo que la toxicidad en mamíferos y aves puede ser debida a disrupciones hormonales causadas por este pesticida. 

#### Conclusiones
Resultados en estudios realizados in vitro e in vivo, en combinación con resultados obtenidos de estudios epidemiológicos empleando métodos indirectos, aportan la suficiente evidencia de que Mancozeb puede constituir un peligro para el desarrollo y la función reproductiva en humanos.
No obstante, resulta necesaria la realización de más estudios en la población que establezcan medidas y/o biomarcadores de exposición en relación a los efectos adversos en la fertilidad masculina y femenina, al igual que a la teratogenicidad.